# VII Менделеевский съезд
Седьмой Менделеевский съезд химиков (VII Менделеевский съезд; ) — посвящён 100-летию со дня рождения Д. И. Менделеева. Теоретические проблемы химии. Прошёл с 10 по 13 сентября 1934 года в Ленинграде и Москве.

## Организаторы

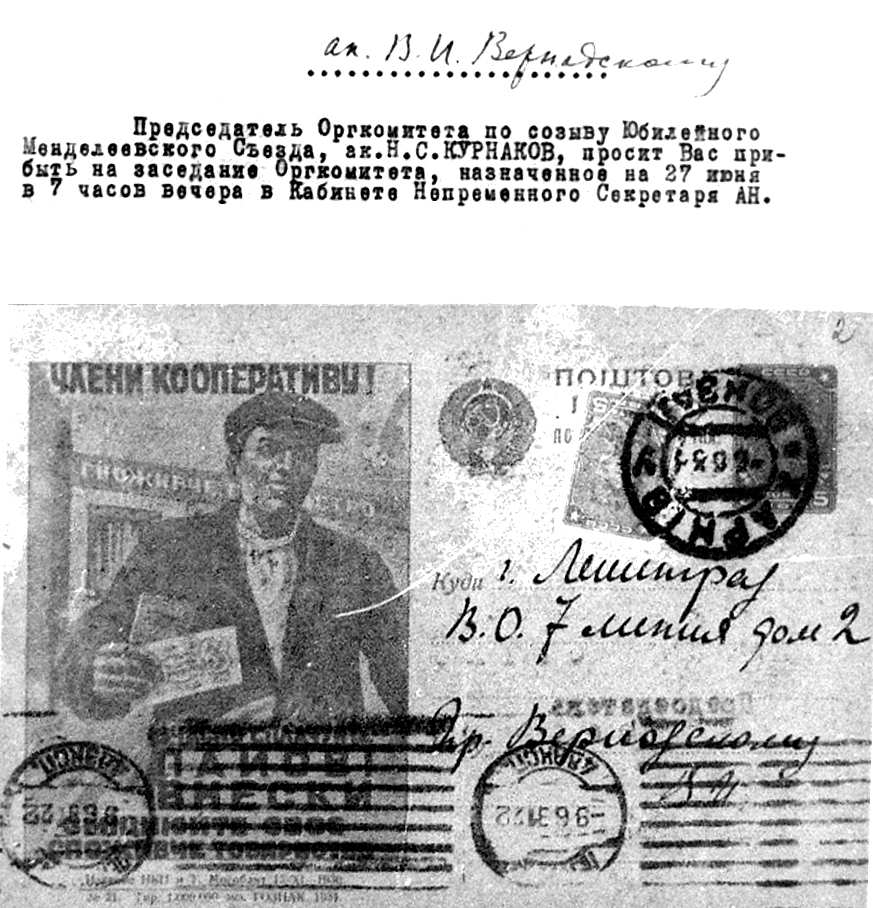
Письмо председателя Оргкомитета Юбилейного Менделеевского съезда академика Н. С. Курнакова академику В. И. Вернадскому — приглашение на заседание оргкомитета 27 июня 1931 года. Архив РАН, фонд В. И. Вернадского

Созыв и организация его были возложены на Академию наук и Всесоюзное Химическое общество (ВХО). Постановлением Совнаркома СССР (СНК СССР) создана Правительственная комиссия содействия организации съезда.
Оргкомитет, возглавляемый Н. С. Курнаковым, руководил подготовкой мероприятия.

## Участники и сообщения
10 февраля 1934 года, в день 100-летнего юбилея Д. И. Менделеева, в Большом зале Ленинградской филармонии состоялось торжественное заседание общего собрания Академии наук СССР, Всероссийского химического общества, Ленинградского университета, Ленинградского технологического института и Всесоюзного метрологического института. Открыл заседание президент АН СССР А. П. Карпинский.
С докладами выступили:
- А. А. Байков — «Значение Д. И. Менделеева»
- С. А. Щукарев — «Современное состояние периодического закона Д. И. Менделеева»
- С. И. Вавилов — «Физика в научном творчестве Д. И. Менделеева»

Съезд был открыт 10 сентября в Таврическом дворце (тогда — имени Урицкого) председателем организационного комитета съезда академиком Н. С. Курнаковым. С приветственным словом к съезду обратился президент Академии Наук академик А. П. Карпинский. От имени правительства выступил с приветствием Г. Л. Пятаков. От иностранных ученых съезд приветствовали П. Вальден (Германия), Д. Мак-Бейн (США, Калифорния) и В. Свентославский (Польша).
На съезде были представлены следующие основные доклады:

- 10 сентября:
  - А. А. Байков «Научное творчество Д. И. Менделеева»;
  - А. А. Иванов «Работы Д. И. Менделеева в области метрологии»;

- 11 сентября:
  - Д. С. Рождественский «Периодический закон на основе анализа спектров»;
  - Ф. А. Панет (Лондон) «Химический элемент и первичная материя»;
  - B. Бильц (Ганновер) «Пространственная химия твердых тел»;
  - Л. Мейтнер (Берлин) «Атомное ядро и периодическая система»;

- 12 сентября:
  - А. К. Болдырев «Атомные и ионные радиусы в кристаллах»;
  - А. Е. Ферсман «Периодический закон Менделеева в геохимии» ;
  - И. И. Черняев «Химизм внутренней сферы комплексных соединениц»;
  - А. А. Гринберг «Физическая химия комплексных соединений»;
  - Н. С. Курнаков «Особые точки Д. И. Менделеева в учении о растворах и топология химической диаграммы»;
  - Н. И. Степанов «Особые точки учения о растворах Д. И. Менделеева и метрика химической диаграммы»;
  - П. Вальден (Росток) «Электролиты и растворители».

- 13 сентября:
  - Н. Д. Зелинский «Д. И. Менделеев и контактные явления»;
  - С. С. Намёткин «Труды Д. И. Менделеева в области изучения нефти и нефтяной промышленности» ;
  - А. А. Яковкин «Взгляды Д. И. Менделеева на развитие промышленности в России»;

По завершении работ в Ленинграде, участники были на выездных сессиях съезда в Москве и Харькове; 16—18 сентября группа делегатов, в числе которых были В. И. Вернадский, А. Е. Ферсман, Н. С. Курнаков, И. А. Каблуков, П. Н. Чирвинский и другие, посетила Хибиногорск и Кольскую базу, где обсудили проблемы кольской геологии и геохимии , а также другие центры химической промышленности.
На торжественном заседании в Москве были сделаны следующие доклады:

- В. Я. Курбатов «Закон Д. И. Менделеева и основы классификации в химии»;
- С. А Щукарев «О значении атомного веса для характеристики химических элементов»;
- А. И. Бродский «Современное состояние теории электролитов»;
- Д. Мак-Бейн (Калифорния) «Кинетика электрохимических реакций как неотъемлемая часть электрохимии растворов»;
- М. Центнершвер (Варшава) «О механизме растворения чистых металлов и сплавов»;
- В. Свентославский (Варшава) «О новой технике очистки и исследования степени чистоты жидкости»;
- В. Ноддак (Фрайбург) «К вопросу о дальнейшем развитии периодической системы»;
- Г. Марк (Вена) «Значение дифракции электронов для научных и технических проблем»;
- И. Н. Странский (София) «Новые данные о процессах роста кристаллов и об образовании зародышей кристаллов»;
- В. Пальмер (Стокгольм) «О коррозии металлов»;
- Я. Гейровский (Прага) «Теория добавочного потенциала водорода и его каталитического понижения на капельном ртутном электроде»;

18 сентября иностранные делегаты отправились с экскурсией на Днепрогэс. Работа съезда освещалась в ежедневных «Информационных бюллетенях». Издательство Академии Наук выпустило на нескольких языках доклады: академиков А. А. Байкова и академика Н. Д. Зелинского, профессоров А. А. Гринберга, Ю. Б. Румера и С. С. Наметкина.
Закрывая форум академик А. Е. Ферсман сказал :
На съезде прошла перед нами вся химия в отдельных её разветвлениях. Многочисленные нити связывают «Основы химии» с новыми путями химической промышленности. Эти нити, как лучи, проникают во все области современной химической мысли, и мы видели, как эти нити связывают научную мысль с практической работой. Мы видим, как рознь между техническою мыслью и трудом, имевшая место в дни Д. И. Менделеева, растворяется теперь в единой великой среде.
Мероприятию этому советские идеологи придавали особое пропагандистское значение . На съезде было 274 советских делегата и 28 иностранных учёных из 13 стран. Ленинград был представлен 91 учёным, Москва — 73, остальные города — 82. Гостей на съезде было 978, учёных — 674, от промышленности — 195, государственных чиновников — 28, аспирантов — 108.
Всего в юбилейном съезде приняло участие 1252 человека, докладов было представлено 30.